# Sandra Mason
Dame Sandra Prunella Mason (n. 17 ianuarie 1949, Saint Philip, Barbados) este o politiciană din Barbados, prima președinte al statului începând cu 30 noiembrie 2021. Până la această dată a fost guvernatoarea generală a Barbadosului. A fost un avocat practicant, ulterior devenind judecător la Înalta Curte în Sfânta Lucia și judecător la Curtea de Apel în Barbados. A fost prima femeie admisă la Baroul din Barbados. A ocupat funcția de președinte al Comisiei CARICOM pentru evaluarea integrării regionale, a fost primul magistrat numit ambasador din Barbados și a fost prima femeie care a servit la Curtea de Apel din Barbados. A fost prima numită Bajan la Tribunalul Arbitral al Secretariatului Commonwealth-ului. A fost numită una dintre cele mai puternice zece femei din Barbados. În 2017, a fost numită al 8-lea guvernator general al Barbados, cu un mandat care a început la 8 ianuarie 2018. Concomitent cu numirea sa, Mason a fost distinsă cu Dame Grand Cross a Ordinului Sfântul Mihail și Sfântul Gheorghe. La preluarea funcției de guvernator general, Dame Sandra Mason, a devenit cancelarul Ordinului Eroilor Naționali, Ordinului Barbadosului și a Ordinului Libertății.
În 2020, Mason, în calitatea sa oficială, a anunțat politica guvernamentală în „discursul tronului”, scris de guvernul prim-ministrului Mia Mottley, a declarat că Barbados va deveni republică, înlăturându-o pe regina Elisabeta a II-a ca șef al statului. Ea a fost nominalizată pentru a deveni primul președinte al Barbadosului, funcție pe care o va prelua la 30 noiembrie 2021.